# Георги Тишинов (лекар)
 Тази статия е за медика.  За революционера вижте Георги Тишинов.  
Георги Христов Тишинов е български общественик, лекар и поет.

## Биография
Роден е на 16 ноември 1902 година в българския южномакедонски град Кукуш, тогава в Османската империя (днес Килкис, Гърция). Още докато е дете, семейството му се преселва в Солун, където учи до 10-годишна възраст. Майка му, Магдалина Тишинова, се дипломира като акушерка и работи в Солун.
Когато през Междусъюзническата война (1913) гърците извършват погром срещу българите в града, майка му го натоварва сам на един австрийски кораб и го изпраща по море през Цариград за Варна, при най-малката си сестра Вела. След дълги перипетии и митарства няколко години по-късно той се събира с майка си в Горна Джумая, днешния Благоевград. Работи известно време и със събраните пари отива да учи медицина в София.
Завършва медицина през 1937 година. До края на живота си практикува лекарската си професия: в Градешница, където е първата му работа, в Сандански, Благоевград, Кочериново. Той е един от най-популярните през 40-те, 50-те и 60-те години на XX век джумалии като лекар, агитатор за здравословен начин на живот, патриот и поет.
След пенсионирането си отива да работи като лекар в Балабановата фабрика в Кочериново.
Със съпругата си Тонка има един син, Йосиф, който също става лекар – хирург и анестезиолог, а неговият син Николай – стоматолог.
Умира на 21 февруари 1966 година в Кочериново.

### Лекар
През 1946 г., когато се открива благоевградската поликлиника, разположена в четири стаи на частна къща, д-р Георги Тишинов е единственият лекар в нея, подпомаган от един фелдшер.
Известен е като лекар самарянин, тъй като неведнъж, повикан при болен и виждайки бедността в къщата, той заедно с написаната рецепта оставя и пари за купуването на лекарствата.

### Поет
Д-р Тишинов пише десетки стихове, епиграми, афоризми, гатанки-характеристики на колеги и др., темите са разнообразнии. Темата за Македония и за българското съзнание на „македонците“ е една от основните („Моето кръщелно“ и други).
Лекарските си внушения – за здравословен начин на живот, чистота, правилно хранене и пр., ги отправя чрез стихове и чрез примера си. Възпява баражите на реката, построени след голямото наводнение от 1954 г., където моржува и плажува, води приятели и деца („Най-добрият лекар наш е шумящият бараж, но се иска за това там да ходиш месец-два…“). Там на следващата година след смъртта му е направена скромна чешмичка в негова памет.
Някои от творбите му са издадени в стихосбирката „Моето кръщелно“ (2017).

## Родословие
|                |                |                |                |                              |                |  |  |                                  |                                  |                                  |                                  |                                  |                                  |  |  | Яко Железаров (1843 – 1913)     | Яко Железаров (1843 – 1913)     | Яко Железаров (1843 – 1913)     | Яко Железаров (1843 – 1913)     | Яко Железаров (1843 – 1913)     | Яко Железаров (1843 – 1913)     |  |  | София (Цофа) Бангова (1848 – 1933) | София (Цофа) Бангова (1848 – 1933) | София (Цофа) Бангова (1848 – 1933) | София (Цофа) Бангова (1848 – 1933) | София (Цофа) Бангова (1848 – 1933) | София (Цофа) Бангова (1848 – 1933) |  |  |                                |                                |                                |                                |                                |                                |  |  |         |         |         |         |         |         |  |  |
|                |                |                |                |                              |                |  |  |                                  |                                  |                                  |                                  |                                  |                                  |  |  | Яко Железаров (1843 – 1913)     | Яко Железаров (1843 – 1913)     | Яко Железаров (1843 – 1913)     | Яко Железаров (1843 – 1913)     | Яко Железаров (1843 – 1913)     | Яко Железаров (1843 – 1913)     |  |  | София (Цофа) Бангова (1848 – 1933) | София (Цофа) Бангова (1848 – 1933) | София (Цофа) Бангова (1848 – 1933) | София (Цофа) Бангова (1848 – 1933) | София (Цофа) Бангова (1848 – 1933) | София (Цофа) Бангова (1848 – 1933) |  |  |                                |                                |                                |                                |                                |                                |  |  |         |         |         |         |         |         |  |  |
|                |                |                |                |                              |                |  |  |                                  |                                  |                                  |                                  |                                  |                                  |  |  |                                 |                                 |                                 |                                 |                                 |                                 |  |  |                                    |                                    |                                    |                                    |                                    |                                    |  |  |                                |                                |                                |                                |                                |                                |  |  |         |         |         |         |         |         |  |  |
|                |                |                |                |                              |                |  |  |                                  |                                  |                                  |                                  |                                  |                                  |  |  |                                 |                                 |                                 |                                 |                                 |                                 |  |  |                                    |                                    |                                    |                                    |                                    |                                    |  |  |                                |                                |                                |                                |                                |                                |  |  |         |         |         |         |         |         |  |  |
| Христо Тишинов | Христо Тишинов | Христо Тишинов | Христо Тишинов | Христо Тишинов               | Христо Тишинов |  |  | Магдалина Тишинова (1876 – 1952) | Магдалина Тишинова (1876 – 1952) | Магдалина Тишинова (1876 – 1952) | Магдалина Тишинова (1876 – 1952) | Магдалина Тишинова (1876 – 1952) | Магдалина Тишинова (1876 – 1952) |  |  | Велика Хаджистоянова (1886 – ?) | Велика Хаджистоянова (1886 – ?) | Велика Хаджистоянова (1886 – ?) | Велика Хаджистоянова (1886 – ?) | Велика Хаджистоянова (1886 – ?) | Велика Хаджистоянова (1886 – ?) |  |  | Йосиф Хаджистоянов (1880 – 1939)   | Йосиф Хаджистоянов (1880 – 1939)   | Йосиф Хаджистоянов (1880 – 1939)   | Йосиф Хаджистоянов (1880 – 1939)   | Йосиф Хаджистоянов (1880 – 1939)   | Йосиф Хаджистоянов (1880 – 1939)   |  |  | Мария Железарова (1870 – 1961) | Мария Железарова (1870 – 1961) | Мария Железарова (1870 – 1961) | Мария Железарова (1870 – 1961) | Мария Железарова (1870 – 1961) | Мария Железарова (1870 – 1961) |  |  | Тодоров | Тодоров | Тодоров | Тодоров | Тодоров | Тодоров |  |  |
| Христо Тишинов | Христо Тишинов | Христо Тишинов | Христо Тишинов | Христо Тишинов               | Христо Тишинов |  |  | Магдалина Тишинова (1876 – 1952) | Магдалина Тишинова (1876 – 1952) | Магдалина Тишинова (1876 – 1952) | Магдалина Тишинова (1876 – 1952) | Магдалина Тишинова (1876 – 1952) | Магдалина Тишинова (1876 – 1952) |  |  | Велика Хаджистоянова (1886 – ?) | Велика Хаджистоянова (1886 – ?) | Велика Хаджистоянова (1886 – ?) | Велика Хаджистоянова (1886 – ?) | Велика Хаджистоянова (1886 – ?) | Велика Хаджистоянова (1886 – ?) |  |  | Йосиф Хаджистоянов (1880 – 1939)   | Йосиф Хаджистоянов (1880 – 1939)   | Йосиф Хаджистоянов (1880 – 1939)   | Йосиф Хаджистоянов (1880 – 1939)   | Йосиф Хаджистоянов (1880 – 1939)   | Йосиф Хаджистоянов (1880 – 1939)   |  |  | Мария Железарова (1870 – 1961) | Мария Железарова (1870 – 1961) | Мария Железарова (1870 – 1961) | Мария Железарова (1870 – 1961) | Мария Железарова (1870 – 1961) | Мария Железарова (1870 – 1961) |  |  | Тодоров | Тодоров | Тодоров | Тодоров | Тодоров | Тодоров |  |  |
|                |                |                |                |                              |                |  |  |                                  |                                  |                                  |                                  |                                  |                                  |  |  |                                 |                                 |                                 |                                 |                                 |                                 |  |  |                                    |                                    |                                    |                                    |                                    |                                    |  |  |                                |                                |                                |                                |                                |                                |  |  |         |         |         |         |         |         |  |  |
|                |                |                |                | Георги Тишинов (1902 – 1966) |                |  |  |                                  |                                  |                                  |                                  |                                  |                                  |  |  |                                 |                                 |                                 |                                 |                                 |                                 |  |  |                                    |                                    |                                    |                                    |                                    |                                    |  |  |                                |                                |                                |                                |                                |                                |  |  |         |         |         |         |         |         |  |  |